# Brock McGinn
Pour les articles homonymes, voir McGinn.
Brock McGinn (né le 2 février 1994 à Fergus dans la province d'Ontario au Canada) est un joueur professionnel canadien de hockey sur glace. Il évolue au poste d'ailier.
Ses frères, Jamie et Tye, sont également joueurs de hockey professionnels.

## Biographie
Il est repêché par les Hurricanes de la Caroline au 47e rang lors du repêchage d'entrée dans la LNH en provenance du Storm de Guelph de la Ligue de hockey de l'Ontario. Il joue ses premières parties comme professionnel vers la saison 2012-2013 avec les Checkers de Charlotte, équipe affiliée aux Hurricanes dans la Ligue américaine de hockey. Il joue sa première saison professionnelle complète en 2014-2015 avec ces mêmes Checkers.
Il joue son premier match dans la Ligue nationale de hockey avec les Hurricanes le 16 octobre 2015 contre les Red Wings de Détroit et marque un but à sa toute première présence sur la glace, alors que le match n'est commencé que depuis 55 secondes de jeu. Il joue 21 parties avec les Hurricanes durant cette saison, mais joue majoritairement dans la LAH avec les Checkers.
Le 3 mars 2023, les Penguins de Pittsburgh l'échangent aux Ducks d'Anaheim avec un choix de 3e tour en 2024 contre le défenseur Dmitri Kulikov.

## Statistiques
| Saison     | Équipe                    | Ligue      |     | Saison régulière | Saison régulière | Saison régulière | Saison régulière | Saison régulière |   | Séries éliminatoires | Séries éliminatoires | Séries éliminatoires | Séries éliminatoires | Séries éliminatoires |
| Saison     | Équipe                    | Ligue      | PJ  | B                | A                | Pts              | Pun              | PJ               | B | A                    | Pts                  | Pun                  |                      |                      |
| 2009-2010  | Crushers d'Orangeville    | OJHL       | 3   | 0                | 0                | 0                | 0                | 1                | 0 | 0                    | 0                    | 0                    |                      |                      |
| 2010-2011  | Storm de Guelph           | LHO        | 68  | 10               | 4                | 14               | 38               | 6                | 0 | 0                    | 0                    | 2                    |                      |                      |
| 2011-2012  | Storm de Guelph           | LHO        | 33  | 12               | 6                | 18               | 25               | 6                | 1 | 1                    | 2                    | 8                    |                      |                      |
| 2012-2013  | Storm de Guelph           | LHO        | 68  | 28               | 26               | 54               | 71               | 3                | 2 | 2                    | 4                    | 11                   |                      |                      |
| 2012-2013  | Checkers de Charlotte     | LAH        | 4   | 0                | 0                | 0                | 0                | 2                | 0 | 0                    | 0                    | 2                    |                      |                      |
| 2013-2014  | Storm de Guelph           | LHO        | 58  | 43               | 42               | 85               | 45               | 12               | 6 | 6                    | 12                   | 21                   |                      |                      |
| 2014-2015  | Checkers de Charlotte     | LAH        | 73  | 15               | 12               | 27               | 38               | -                | - | -                    | -                    | -                    |                      |                      |
| 2015-2016  | Checkers de Charlotte     | LAH        | 48  | 19               | 16               | 35               | 29               | -                | - | -                    | -                    | -                    |                      |                      |
| 2015-2016  | Hurricanes de la Caroline | LNH        | 21  | 3                | 1                | 4                | 10               | -                | - | -                    | -                    | -                    |                      |                      |
| 2016-2017  | Checkers de Charlotte     | LAH        | 9   | 5                | 3                | 8                | 6                | -                | - | -                    | -                    | -                    |                      |                      |
| 2016-2017  | Hurricanes de la Caroline | LNH        | 57  | 7                | 9                | 16               | 6                | -                | - | -                    | -                    | -                    |                      |                      |
| 2017-2018  | Hurricanes de la Caroline | LNH        | 80  | 16               | 14               | 30               | 22               | -                | - | -                    | -                    | -                    |                      |                      |
| 2018-2019  | Hurricanes de la Caroline | LNH        | 82  | 10               | 16               | 26               | 20               | 15               | 2 | 4                    | 6                    | 6                    |                      |                      |
| 2019-2020  | Hurricanes de la Caroline | LNH        | 68  | 7                | 10               | 17               | 17               | 8                | 1 | 2                    | 2                    | 2                    |                      |                      |
| 2020-2021  | Hurricanes de la Caroline | LNH        | 37  | 8                | 5                | 13               | 6                | 11               | 3 | 1                    | 4                    | 4                    |                      |                      |
| 2021-2022  | Penguins de Pittsburgh    | LNH        | 64  | 12               | 10               | 22               | 14               | 7                | 1 | 1                    | 2                    | 4                    |                      |                      |
| 2022-2023  | Penguins de Pittsburgh    | LNH        | 60  | 10               | 6                | 16               | 21               | -                | - | -                    | -                    | -                    |                      |                      |
| 2022-2023  | Ducks d'Anaheim           | LNH        | 15  | 2                | 1                | 3                | 0                | -                | - | -                    | -                    | -                    |                      |                      |
| 2023-2024  | Penguins de Pittsburgh    | LNH        | 24  | 1                | 2                | 4                | 0                | -                | - | -                    | -                    | -                    |                      |                      |
| Totaux LNH | Totaux LNH                | Totaux LNH | 508 | 76               | 74               | 150              | 120              | 41               | 7 | 7                    | 14                   | 16                   |                      |                      |

## Trophées et honneurs personnels
- 2013-2014 : champion de la coupe J.-Ross-Robertson avec le Storm de Guelph